# Hillingdon
Hillingdon Hillingdon kerületben, Londonban található körzet.

## Fekvése
A Charing Crosstól 22,8 km-re nyugatra fekszik.

## Története
Hillingdon ókori település volt, és ennek volt egy része Uxbridge. Utóbbi 1866-ban szakadt el. Az 1894-es helyi önkormányzati törvény Hillingdont két részre osztotta, és mind a kettő másik önkormányzat hatáskörébe került. 1938-ban mindkét települést Uxbridge-hez csatolták.
A név 1965-től van ismét használatban, mikortól az 1963-as Londoni Kormányzati Törvény Nagy-London legnyugatibb körzetének ezt a nevet adta.

## Legközelebbi helyek
- Cowley
- Ickenham
- Uxbridge
- Hayes

## Legközelebbi metróállomás
- Hillingdon